# Oost-Cappel
Oost-Cappel település Franciaországban, Nord megyében. Lakosainak száma 468 fő (2022. január 1.). Oost-Cappel Houtkerque, Bambecque, Hondschoote, Killem és Rexpoëde községekkel határos.

## Népesség
A település népességének változása:
| Lakosok száma | 507  | 478  | 474  | 465  | 468  | 471  | 474  | 472  | 468  |
|               | 2013 | 2015 | 2016 | 2017 | 2018 | 2019 | 2020 | 2021 | 2022 |